# Valdéz (Ekwador)
Atacames – miasto w Ekwadorze, w prowincji Esmeraldas, stolica kantonu Eloy Alfaro.